# كارل شفارتسشيلد
كارل شفارتسشيلد  (بالألمانية: Karl Schwarzschild)‏ عالم فيزياء وفلك ألماني (9 أكتوبر 1873م - 11 مايو 1916م) وهو والد عالم الفيزياء الفلكية مارتن شفارزشيلد.
قدم شفارتسشيلد أول حل دقيق لمعادلات اينشتاين للمجال في النظرية النسبية العامة, ذلك الحل كان خاص بكتلة واحدة غير دواره، وقدم قدم هذا الحل عام 1915 وهو نفس العام الذي قدم فيه اينشتاين نظريته النسبية العامة، ويعد حل شفارتسشيلدوالذي يجعل من استخدام إحداثيات شفارتسشيلدومترية شفارتسشيلديؤدي إلى اشتقاق نصف قطر شفارزشيلد وهو عبارة عن حجم أفق الحدث لثقب أسود غير دوار.
نجح شفارتسشيلدفي التوصل إلى هذا الحل عندما كان يخدم في الجيش الألماني أثناء اندلاع الحرب العالمية الأولى، وقد توفي في عام 1916 أي بعد عام من تقديمه لهذا الحل، بسبب تأثره بمرض فقاع المناعة الذاتية، التي طورها خلال وجوده في الجبهة الروسية.
وقد تم إطلاق أسمه على أحد الكويكبات وسمي 837 Schwarzschilda تخليداً لأسمه.

## حياته
ولد كارل شفارتسشيلدفي فرانكفورت لأبوين يهوديين، كان لوالده نشاط واسع في مجتمع الأعمال في المدينة، وكان أسلاف أسرته يعود تاريخها إلى القرن السادس عشر في المدينة، بدأ كارل تعليمه بمدرسة ابتدائية يهودية حتى بلغ 11 سنة، وقد تبين أنه طفل معجزة، لتقديمه ورقتين على المدارات الثنائية في مجال الميكانيكا السماوية نشرت قبل يبلغ ستة عشر عاماً، درس في ستراسبورج وميونخ، وحصل على شهادة الدكتوراه في عام 1896 لأبحاثه على نظريات هنري بوانكاريه.
في عام 1897، بدأ عمله كمساعد في مرصد Kuffner في فيينا.
من عام 1901 وحتى عام 1909 كان أستاذاً بالمعهد العالي في غوتينغن، حيث أتيحت له الفرصة للعمل مع بعض العلماء الكبار في ذلك الوقت منهم ديفيد هيلبرت وهيرمان مينكوفسكي،
أصبح شفارتسشيلدمدير مرصد في غوتينغن، وفي عام 1909 تزوج مرة أخرى من Posenbach، ابنة أستاذ الجراحة في غوتينغن، وانتقل في نفس العام إلى بوتسدام، حيث تولى منصب مدير مرصد الفيزياء الفلكية، ثم أصبح فيما بعد أهم علماء الفلك في ألمانيا، كان لديه ثلاثة أطفال أجاثا ومارتن (الذي أصبح أستاذاً لعلم الفلك في جامعة برنستون) وألفريد.
وفي عام 1912م أصبح شفارتسشيلدعضواً بالأكاديمية البروسية للعلوم.
عند اندلاع الحرب العالمية الأولى في عام 1914 انضم شفارتسشيلدإلى الجيش الألماني على الرغم من أنه قد بلغ أكثر من 40 سنة، خدم على الجبهتين الشرقية والغربية، وحصل على رتبة ملازم أول في سلاح المدفعية.
وبينما كان شفارتسشيلديخدم على الجبهة في روسيا في عام 1915، بدأ يعاني من مرض مؤلم جلدي نادر يسمى الفقاع، ومع ذلك تمكن من إرسال ثلاث ورقات متميزة، اثنان عن نظرية النسبية العامة وواحدة لنظرية الكم، كانت لأوراقه عن النسبية العامة أسهمت في وضع أول الحلول الدقيقة لمعادلات اينشتاين للمجال، وبتعديلات طفيفة لهذه النتائج يمكن الحصول على الحل المعروف الذي يحمل اسمه الآن (مترية شفارزشيلد).
وبعد صراع مع مرض الفقاع أدى في نهاية المطاف إلى وفاة كارل شفارتسشيلدفي 11 مايو 1916.

## روابط خارجية
- كارل شفارتسشيلد على موقع الموسوعة البريطانية (الإنجليزية)
- كارل شفارتسشيلد على موقع إن إن دي بي (الإنجليزية)